# 石川縣立大學
石川縣立大學（日语：／ Ishikawa kenritsu daigaku），是一所位於日本石川縣的公立大學，設置於2005年。

## 沿革
- 1971年 石川縣農業短期大學開學。
- 1973年 增設農業工學科。
- 1977年 增設畜產學科。
- 1993年 農學科改稱「生物生產學科」、畜產學科改稱「食品科學科」。
- 2004年 石川縣農業短期大學改組，翌年成立石川縣立大學。
- 2009年 設立大學院（生物資源環境學研究科）。

## 教育及研究

### 學部
- 生物資源環境學部
  - 生產科學科
  - 環境科學科
  - 食品科學科

### 大學院
- 生物資源環境學研究科
  - 生產科學專攻（博士前期課程）
  - 環境科學專攻（博士前期課程）
  - 食品科學專攻（博士前期課程）
  - 應用生命科學專攻（博士前期課程）
  - 自然人間共生科學專攻（博士後期課程）
  - 生物機能開發科學專攻（博士後期課程）

### 附屬機關
- 生物資源工學研究所
- 圖書・資訊中心
- 教養教育中心
- 產官學合作學術交流中心
- 附屬農場
- 職業中心

## 對外關係
石川縣立大學和同在石川縣內的金澤大學、北陸先端科學技術大學院大學、金澤工業大學共組石川大學合作育成中心，在照護、醫療、環境、食品等領域進行共同研究，並提供當地的中小企業及創業者技術上的支援與協助。
國際交流方面，該校與台灣的國立屏東科技大學締結有學術合作協定。

## 外部連結
- （日語）石川縣立大學 （页面存档备份，存于）
- （日語）石川大學合作育成中心